# 디메틸세로토닌
디메틸세로토닌(Dimethylserotonin, DMS)은 다음을 지칭할 수 있다:
- 부포테닌 (N,N-디메틸세로토닌)
- 5-MeO-AMT (α,O-디메틸세로토닌)
- 5-MeO-NMT (O,N-디메틸세로토닌)

## 같이 보기
- 메틸세로토닌
- 트리메틸세로토닌
- 테트라메틸세로토닌
- 디메틸트립타민

| Disambiguation icon | 이 문서는 명칭이 같은 여러 화합물을 연결하는 색인 문서입니다. |